# ميزونو تادايوكي
ميزونو تادايوكي (باليابانية: 水野忠之؛ بالكانا: みずの ただゆき) هو ساموراي ياباني، ولد في 24 يوليو 1669، وتوفي في 23 أبريل 1731.